# Catocyclotis aemulius
Catocyclotis aemulius är en fjärilsart som beskrevs av Fabricius 1793. Catocyclotis aemulius ingår i släktet Catocyclotis och familjen Riodinidae. Inga underarter finns listade i Catalogue of Life.